# Mefo

Principe van de financiële constructie

Mefo-wissels zijn handelswissels van een fictief bedrijf, de Metallurgische Forschungsgesellschaft, m.b.H.. Met deze wissels werd buiten de Duitse rijksbegroting om de Duitse herbewapening na de Eerste Wereldoorlog gefinancierd. Het initiatief kwam van Hjalmar Schacht, de toenmalige president van de Duitse Reichsbank.
Een kapitaal van een miljoen Reichsmark werd bijeengebracht door vier grote Duitse bedrijven met grote reputatie Siemens, Gutehoffnungshütte, Krupp en Rheinmetall. Van deze bedrijven kon verwacht worden dat ze hun rekeningen gingen betalen waardoor toeleveranciers gerust konden leveren, De Mefo-handelswissels konden bij banken ingeleverd worden in ruil voor geld (verdisconteerd).

## Achtergrond
Na de depressie, begin jaren dertig van de twintigste eeuw, kreeg Adolf Hitler vanaf 1933 de Duitse economie op gang met behulp van MEFO-wechsel. Daarmee financierde hij de Duitse herbewapening. Na de Eerste Wereldoorlog was Duitsland volgens het Verdrag van Versailles ontwapend.